# District de Yu'an
Le district de Yu'an (裕安区 ; pinyin : Yù'ān Qū) est une subdivision administrative de la province de l'Anhui en Chine. Il est placé sous la juridiction de la ville-préfecture de Lu'an.